# Ronov nad Sázavou (zámek)

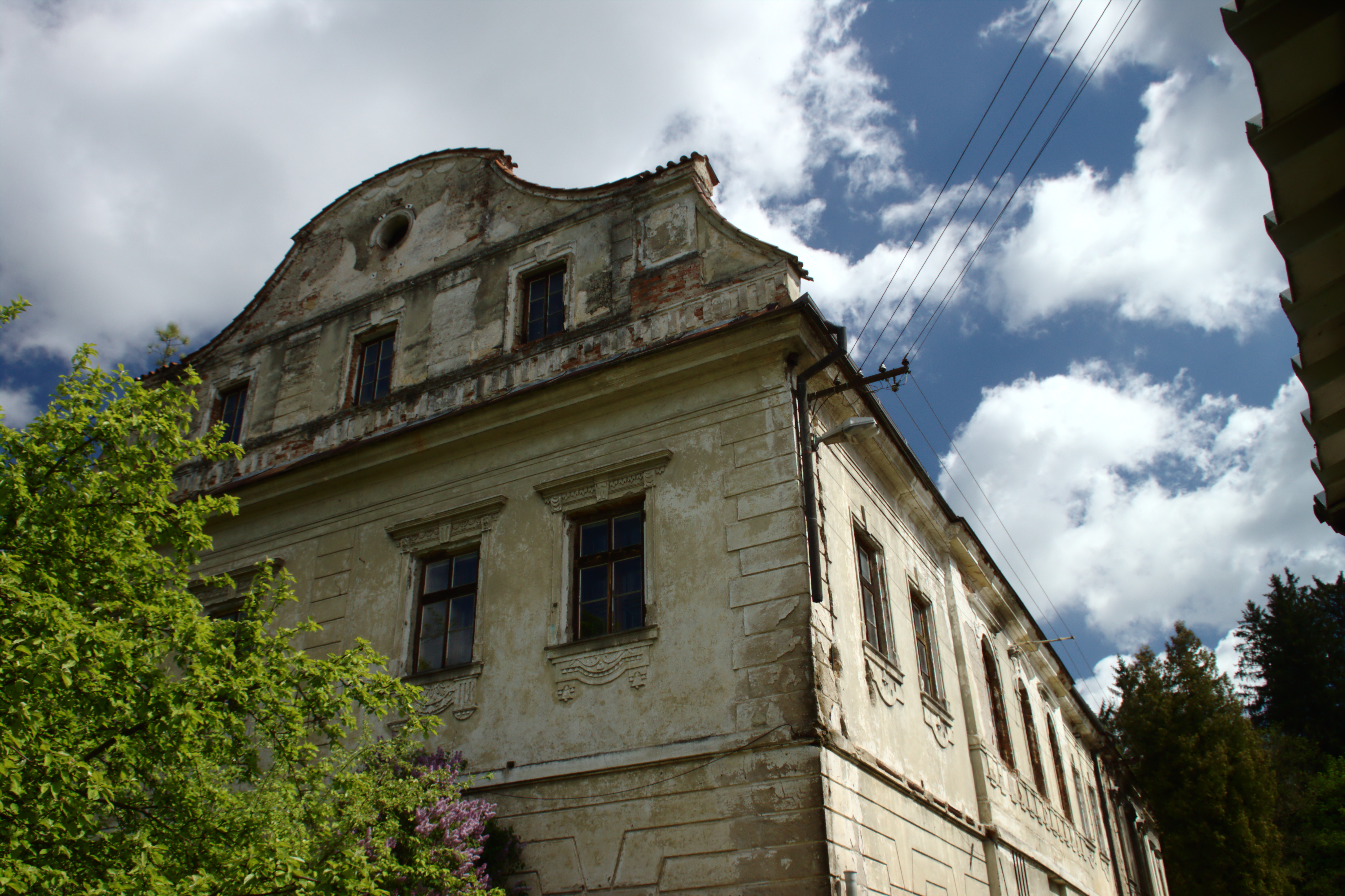
Průčelí zámku

Zámek v Ronově nad Sázavou pochází z druhé poloviny 19. století. Nechal jej vybudovat majitel místní škrobárny Christian Peška, po kterém podnik převzal a dále rozvíjel jeho zeť František Malinský. Je chráněn jako kulturní památka České republiky.
Zámek zdobí členitá novobarokní fasáda s rizality a štíty. Okna lemují šambrány s rostlinnými motivy. Na jeho severním průčelí bývala přízemní lodžie na sloupech, dnes je ale zazděná. Areál měl působit romanticky, a jeho součástí proto byl i můstek a grotta ve skále za potokem.
V první polovině 20. století byla stavba na západě rozšířena o prosklenou verandu, již v této době však areál nebyl příliš udržován. Po druhé světové válce byl zámek znárodněn a sídlil v něm národní výbor, prodejna a vznikly zde i byty.
V 90. letech 20. stol. byl zámek v restituci vrácen potomkům majitelů. Nechali sice opravit střechu, ale celkově zámek dále chátrá.